# Mont Augusta
El Mont Augusta (en anglès Mount Augusta), també anomenat Boundary Peak 183, és un cim que s'eleva fins als 4290 msnm i que es troba a les Muntanyes Saint Elias, a la frontera entre l'estat d'Alaska, Estats Units i el territori del Yukon, al Canadà. El Mont Augusta es troba uns 25 km al sud del Mont Logan i uns 25 a l'est del mont Saint Elias, respectivament la primera i segona muntanya més alta del Canadà. Forma l'extrem oriental d'una llarga carena en què el mont Saint Elias, situat al centre, és el punt més elevat.
La glacera de Seward comença al nord d'aquest cim, abans d'unir-se cap a la glacera de Malaspina.
El nom de mont Augusta li fou donat el 1891 per I.C. Russell, del Servei Geològic dels Estats Units, en record a la seva esposa, J. Augusta Olmsted Russell.